# Хубби-хатун
Хубби́-хату́н (тур. Hubbi Hatun); настоящее имя Айше́-хату́н (тур. Ayşe Hatun; р. в Амасье — ум. ок. 1589/1590, в Стамбуле) — османская поэтесса, приближённая османских султанов Селима II и Мурада III.

## Биография
Настоящим именем поэтессы было Айше, однако известна она была под литературным псевдонимом Хубби-хатун. Историк Недждет Сакаоглу писал, что исследователи в качестве варианта псевдонима Хубби называют Хубба-хатун, поскольку некоторые труды поэтесса подписывала «Айше Хубба» (Ayşe Hubbâ).
По данным Сакаоглу, Айше родилась в Амасье, его источником были слова Кятиба-челеби. Согласно современнику Хубби, Ашику-челеби, она происходила из самых знатных семей Стамбула. Сакаоглу писал, что Айше была внучкой шейха Яхьи-эфенди, молочного брата султана Сулеймана I, и была женой наставника шехзаде Селима Шемса-эфенди, скончавшегося по пути в хадж в 1551 году. Аналогичные сведения приведены у историк Элиаса Гибба и в «Энциклопедии Ислама». Сведения Ашика-челеби были другими — он называл Айше не внучкой, а правнучкой Яхьи: «Айше-хатун была одним из детей покойного шейха Ак-Шемсюддина, внука покойного шейха Яхьи». Относительно мужа Хубби данные Сакаоглу и Гибба совпадают со сведениями, сообщёнными Ашиком-челеби: «Она была женой покойного Шемси-челеби, служившего наставником султана в бытность его шехзаде». Кроме этого Ашик-челеби писал, что муж Хубби был её кузеном: «она приходилась дочерью его [Шемси] тётке по матери». Гибб не писал, что Хубби была дочерью Ак-Шемсюддина, и не указывал родственной связи между Шемси и Хубби, он только отметил, что Шемси был внуком Ак-Шемсюддина.
Согласно Гиббу, Айше была представлена будущему султану Селиму II её мужем и стала одной из приближённых к нему придворных. Согласно Сакаоглу, после смерти мужа Айше присоединилась ко двору шехзаде Селима в Манисе; вероятно, по этой причине Сакаоглу причислял Хубби к гарему шехзаде, при этом он отмечал, что поэтесса не указывалась в документах как женщина султана. Умная и образованная (она изучала арабский язык и поэтику), она была верной спутницей будущего султана. Дружеские отношения с Селимом позволили Айше пробыть в его гареме более двадцати лет. Она приобрела большое влияние на Селима и многие просили её заступничества после того, как Селим стал султаном. Тот факт, что Мехмед Вусули, известный как Молла-челеби, сильно продвинулся по службе после женитьбы на дочери Хубби, подтверждает влияние поэтессы при дворе.
Ходили слухи, что у неё были любовные связи с несколькими придворными Селима. После смерти Селима II Айше стала мусахибом (приближённой) его сына-султана Мурада III. Вероятно также, благодаря этой духовной связи с Селимом и Мурадом, мавзолей в Эюпе, в котором была похоронена Хубби, имел внешнее сходство с мавзолеями хасеки. В правление Мурада III Хубби стала одной из трёх могущественных и влиятельных женщин дворца, не входивших в султанский гарем; двумя другими были Разие-хатун, занимавшаяся финансовыми вопросами гарема, и управляющая султанским гаремом Джанфеда-хатун. Согласно «Истории Салоник», в 1587 году во время попытки разграбления города с поста кади Стамбула был смещён Али Челеби-эфенди, а его место занял ставленник Хубби мулла Мухиддин.
Гибб писал, что дата смерти Хубби неизвестна, однако согласно Сакаоглу, Хубби-хатун, славившаяся красотой и поэтическим талантом, умерла в 1589 году в Стамбуле и была похоронена в комплексе мечети Султана Эйюпа в собственном тюрбе, построенном её зятем Моллой-челеби. Другие источники указывали либо 1590 год, либо писали, что Хубби умерла в середине правления Мурада III (1574—1595).
От брака с Шемси-эфенди у Айше были два сына и дочь. По заказу зятя Айше, Мехмеда Вусули, Синан построил мечеть в Фындыклы близ садов, принадлежавших его тёще. Мехмед Вусули купил развалины хаммама, построенного Демирчу-пашаоглу Орудж-беем и восстановил их в честь Хубби-хатун. Согласно надписи на хаммаме, он был открыт 30 апреля 1564 года.

## Поэзия
Хубби-хатун создавала лирические стихи (газели), оды (касыды), а также поэтическую поэму (месневи) «Хюршид и Джемшид», состоящую, по словам Гелиболулу, из 3000 бейтов. Она сочиняла изящные османские стихи со сложной персидской и арабской лексикой, используя приемы аллюзии и иносказаний. Ни одной полной копии месневи не сохранилось, кроме 27 бейтов, процитированных Ашиком-челеби. Кыналызаде Хасан-челеби писал, что поэтический стиль Хубби не был женским и не отличался от стиля мужчин-поэтов того времени. Он добавлял, что она выше всех остальных женщин, сочинявших стихи, и что она самая красноречивая и одаренная среди поэтов-женщин. Ашик-челеби писал, что стихи Хубби — это вершина женской иранской и османской поэзии.
В тезкире (сборниках, включавших биографии поэтов и определения, связанные с поэзией) её хвалили за её поэтические способности. Поэтический псевдоним (махлас) «Хубби», которым она подписывала свои газели в последнем полустишье, также можно обнаружить в конце её рисале (послания или письма) — короткого труда о религиозной войне под названием «Имаду’л-Джихад».
Хубби была мистиком, она состояла в переписке с выдающимися шейхами суфийского тариката Халветие и считала себя их ученицей.